# 第5回国民体育大会
| 冬季大会スケート競技会 | 冬季大会スケート競技会 |
| ---------------------- | ---------------------- |
| 参加人数               | 748人                  |
| 競技数                 | 1競技                  |
| 開会式                 | 1月29日                |
| 閉会式                 | 1月31日                |
| 選手宣誓               | 西浦 清輝              |
| 主競技場               | 苫小牧リンク           |
| 冬季大会スキー競技会   |                        |
| 参加人数               | 948人                  |
| 競技数                 | 1競技                  |
| 開会式                 | 3月1日                 |
| 閉会式                 | 3月5日                 |
| 選手宣誓               | 遠藤 行男              |
| 主競技場               |                        |
| 夏季大会               |                        |
| 参加人数               | 1,632人                |
| 競技数                 | 2競技                  |
| 開会式                 | 9月21日                |
| 閉会式                 | 9月24日                |
| 選手宣誓               | 浅野 俊雄              |
| 主競技場               | 振甫プール             |
| 秋季大会               |                        |
| 参加人数               | 16,843人               |
| 競技数                 | 26競技                 |
| 開会式                 | 10月28日               |
| 閉会式                 | 11月1日                |
| 選手宣誓               | 村上 麗蔵（庭球）      |
| 距火点火者             | 米陀 京子              |
| 主競技場               | 瑞穂公園陸上競技場     |

第5回国民体育大会（だい5かいこくみんたいいくたいかい）は1950年（昭和25年）に愛知県を中心として開催された。
1947年（昭和22年）5月18日、大日本体育協会理事会にて第5回愛知国体、第6回広島国体の開催が決定された。この大会では文部省が主催者に加わり、開催県の愛知県は後援にまわった。
大会旗リレーは東京都千代田区から名古屋市までの483km 160区間を総勢4,000人でリレーした。
また、この大会では初めて炬火が点火された。
この大会で土産品として売られた、守口漬が大好評を博し、全国的に広まるきっかけとなった。

## 冬季大会

### スケート競技会
第5回国民体育大会冬季大会スケート競技会は、1950年1月29日から1月31日を会期として北海道苫小牧市で開催された。

#### 実施競技・会場一覧
| 競技名   | 種目種別       | 種目種別 | 会場地   | 競技会場     |
| -------- | -------------- | -------- | -------- | ------------ |
| スケート | スピード       |          | 苫小牧市 | 苫小牧リンク |
| スケート | フィギュア     |          | 苫小牧市 | 苫小牧リンク |
| スケート | アイスホッケー |          | 苫小牧市 | 苫小牧リンク |

### スキー競技会
第5回国民体育大会冬季大会スキー競技会は、1950年3月1日から3月5日を会期として山形県米沢市で開催された。

#### 実施競技・会場一覧
- スキー - 山形県米沢市　御成山、五色スキー場

## 夏季大会

### 実施競技・会場一覧
- 水泳: 名古屋市 振甫プール
- 漕艇: 名古屋市 中川運河コース
- ヨット: 半田市 半田ヨットハーバー

## 秋季大会

### 実施競技・会場一覧

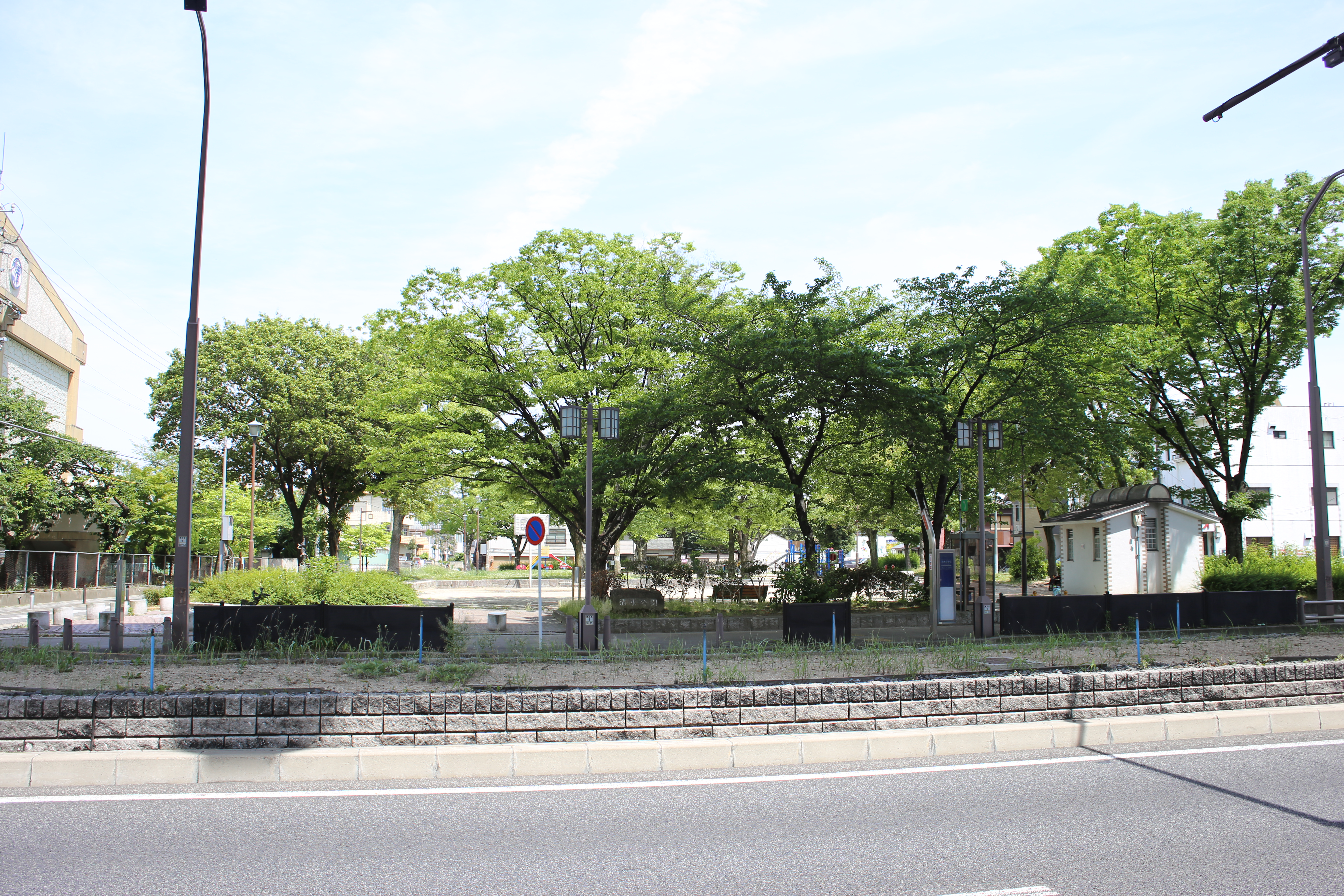
清水公園（2015年5月）

- 陸上: 名古屋市 名古屋市瑞穂公園陸上競技場
- サッカー: 刈谷市 刈谷蹴球場
- テニス: 名古屋市 栄コート
- ホッケー: 名古屋市 押切公園ホッケー場
- ボクシング: 名古屋市 鶴舞公園野外劇場
- バレーボール: 岡崎市 岡崎公園
- 体操: 一宮市 市体育館
- バスケットボール: 名古屋市 金山体育館 他
- レスリング: 名古屋市 東海高体育館 他
- ウエイトリフティング: 名古屋市 愛知労働会館
- ハンドボール: 一宮市 九品地送球場
- 自転車: 名古屋市 豊橋市 豊橋競輪場 他
- ソフトテニス: 名古屋市 久屋コート
- 卓球: 半田市 市体育館
- 軟式野球: 豊橋市、名古屋市、一宮市 中日スタヂアム 他
- 相撲: 津島市 市相撲場
- 馬術: 豊橋市 愛知大馬場
- 柔道: 名古屋市 市公会堂
- ソフトボール: 安城市 安城公園
- フェンシング: 名古屋市 瑞穂高講堂
- バドミントン: 名古屋市 白鳥小学校 他
- 弓道: 西杉町 清水公園弓道場
- ラグビーフットボール: 名古屋市 名古屋ラグビー場 他
- 山岳: 三重県 鈴鹿連峰
- 高校野球: 愛知郡鳴海町（現名古屋市緑区） 鳴海球場

## 総合成績

### 天皇杯
- 優勝: 東京都
- 準優勝: 愛知県
- 3位: 大阪府

### 皇后杯
- 優勝: 東京都
- 準優勝: 愛知県
- 3位: 北海道